# 7,5 × 55 мм Шмидт-Рубин
7,5×55 мм Шмидт-Рубин или GP 11 — винтовочный патрон, и его модификации, разработанный для швейцарской армии подполковником Эдуардом Рубином и Рудольфом Шмидтом.
Боевой припас был создан для винтовки образца 1889 года системы Шмидта-Рубина. Эта винтовка стала одной из первых, кто использовал 7,5-мм боевой припас с медной оболочкой, подобные тем, которые используются в настоящее время. Революционность боевого припаса состояла также в том, что в те годы популярность имели калибры от 10 до 14 мм. Позже (см. ниже) 7,5×55 мм Шмидт-Рубин применяли в других видах и типах индивидуального и коллективного стрелкового оружия.

## Размеры
Ниже представлен рисунок с размерами данного боевого припаса:

## Оружие использующее патрон
Ниже представлен перечень стрелкового оружия в котором применяется данный боевой припас:
- Шмидт-Рубин М1889 (Schmidt-Rubin M1889) — винтовка с продольно-скользящим поворотным затвором)
- MG 11 — станковый пулемёт
- K31 — карабин с продольно-скользящим затвором
- SIG SG 510 — автоматическая винтовка
- Lmg 25 — ручной пулемёт
- MG 50 — единый пулемёт
- MG 51 — единый пулемёт
- SIG-Sauer SSG 2000 — снайперская винтовка

## Галерея

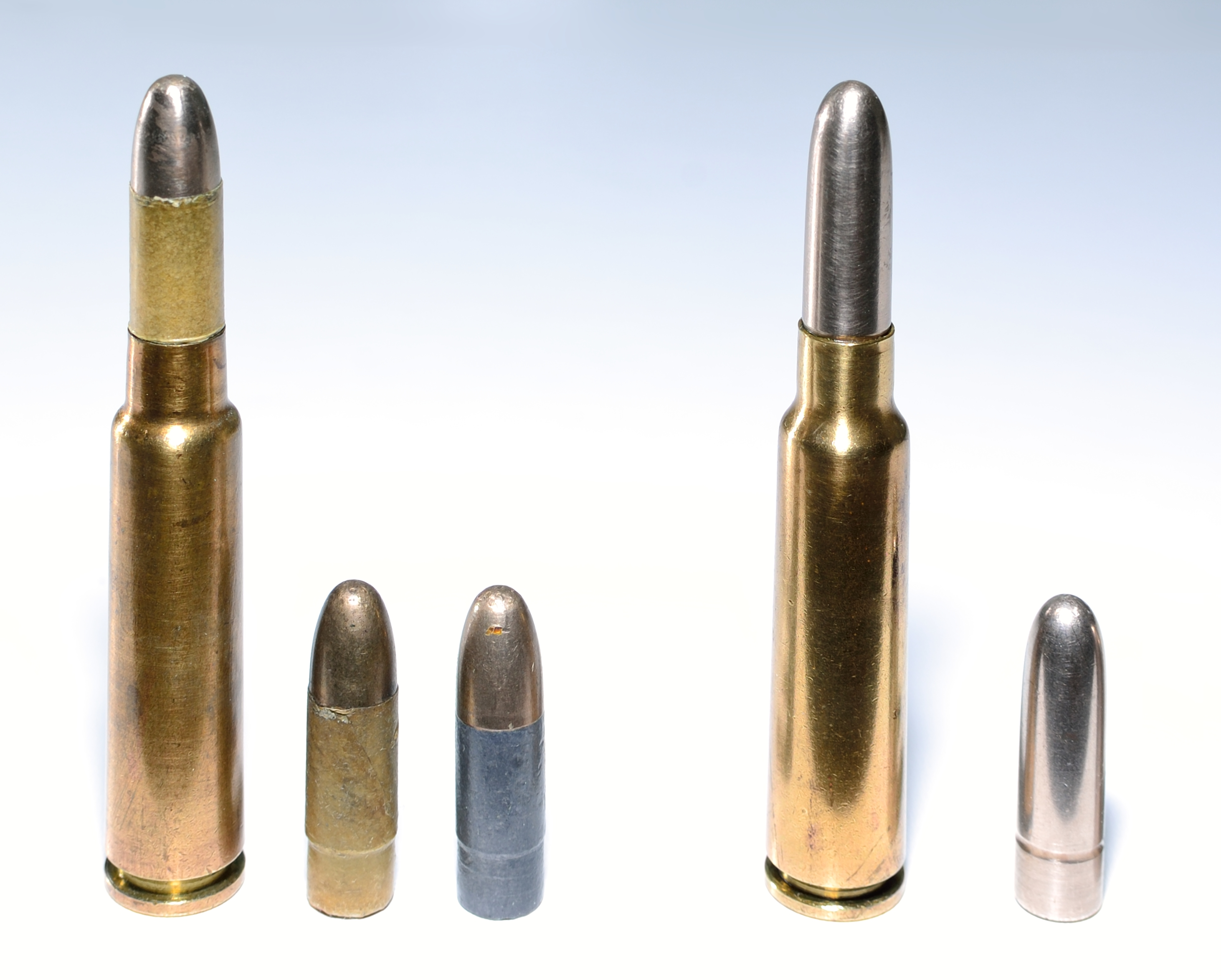
GP90 (слева) и GP90/23.
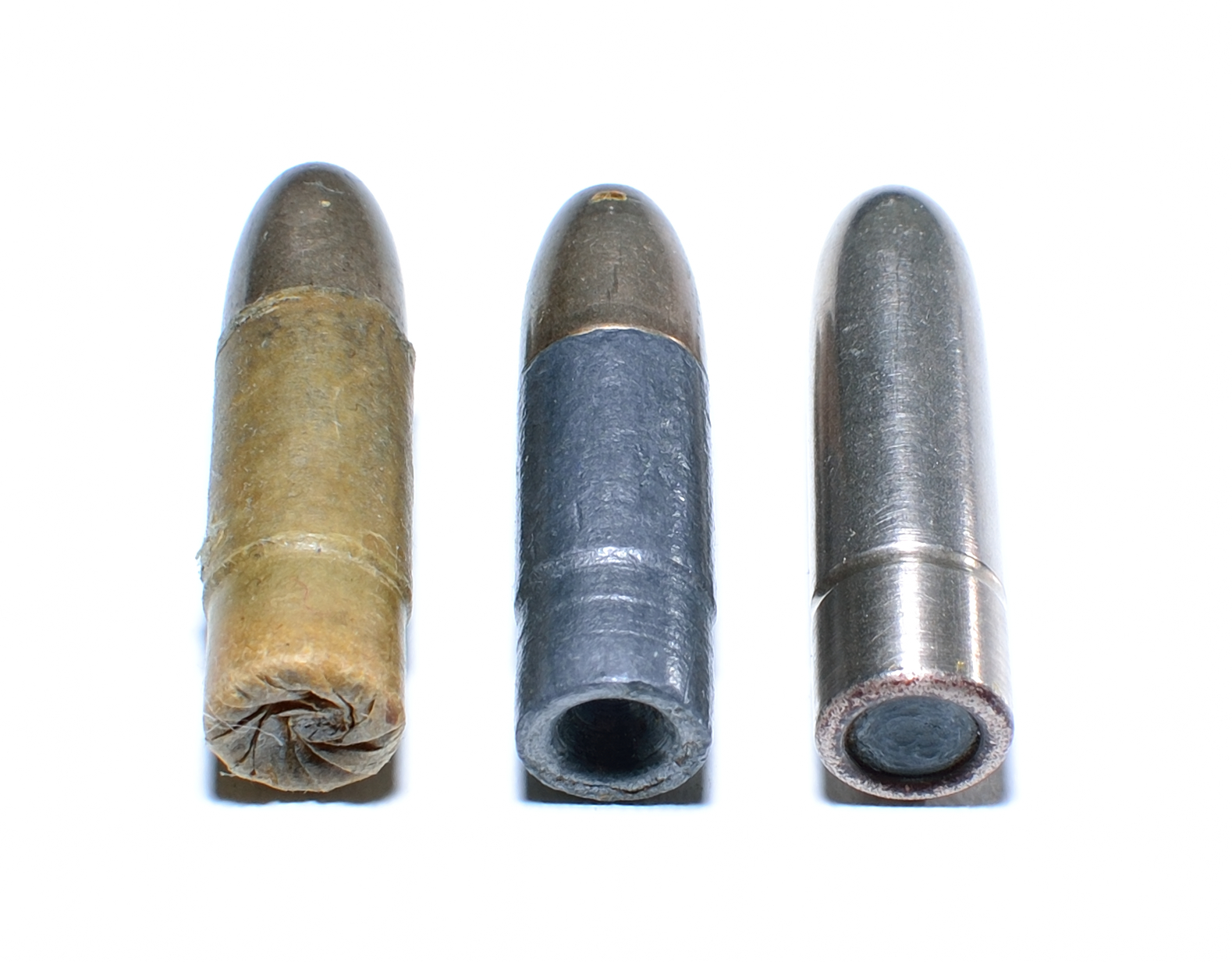
GP90 и GP90/23.
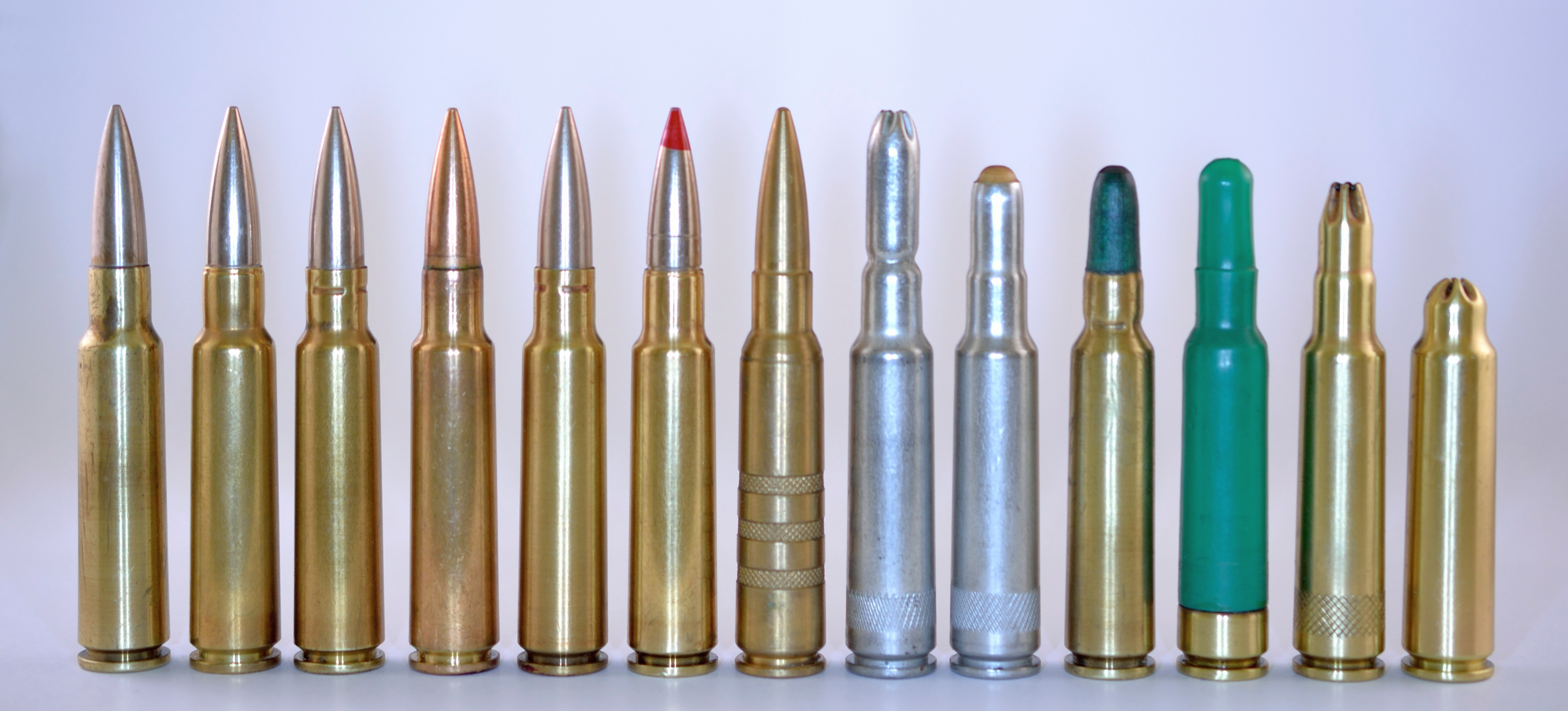
GP 11.
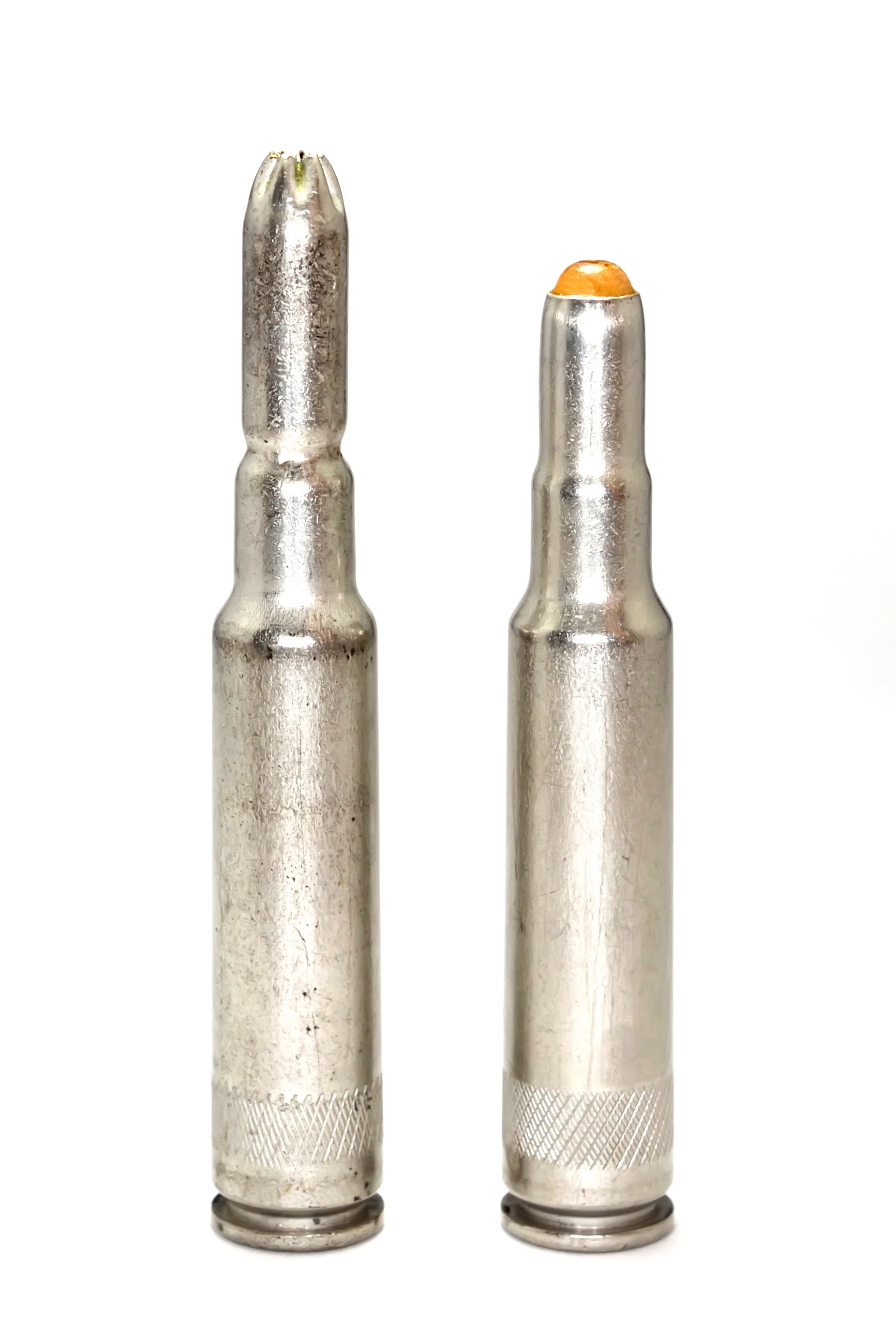
GP 11 холостой и с разрывной пулей.
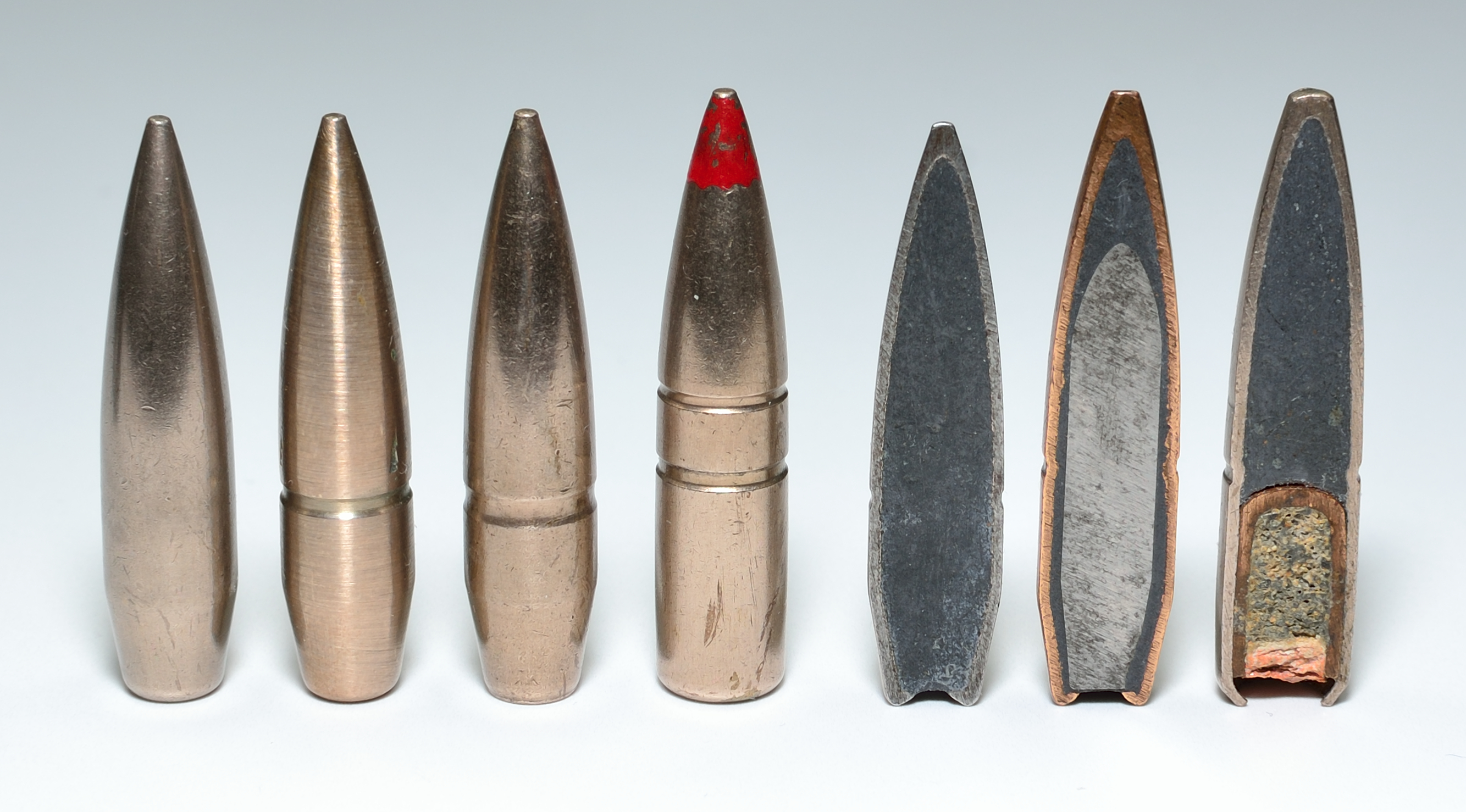
GP 11 в цельнометаллической оболочке, бронебойная и трассирующая пули.